# 春天的绞刑架
《春天的绞刑架》又名《绞刑架下的春天》，2013年上映于中国大陆的民初剧，本劇於2015年4月再改名為《浪子回头》，导演范小天、郑基成、郑伟文，主演严屹宽、李念、陈锦鸿、刘小锋、张延、归亚蕾。2013年6月杀青，2013年12月5日湖南电视剧频道首播，2014年2月24日南方卫视上星。

## 剧情
该剧讲述中华民国初年江南富二代“姑苏十三少”杜枯荣，吃喝嫖赌，样样精通，当他遇到中国共产党之后，在共产党的引导下，走出旧社会的桎梏，迎来自己的新生。

## 演出
- 严屹宽 出演 杜枯荣
- 李念 出演 韩雨莲
- 陈锦鸿 出演 丁一春
- 刘小锋 出演 万森
- 归亚蕾 出演 杜老太太
- 张延 出演 杜母
- 万梓良 出演 赵书阁
- 李岱昆 出演 齊暢

## 外部連結
《春天的绞刑架》新浪网专题 （页面存档备份，存于）